# Neolophonotus melinus
Neolophonotus melinus là một loài ruồi trong họ Asilidae. Neolophonotus melinus được Londt miêu tả năm 1987. Loài này phân bố ở vùng nhiệt đới châu Phi.